# Volcans de fang de Berca

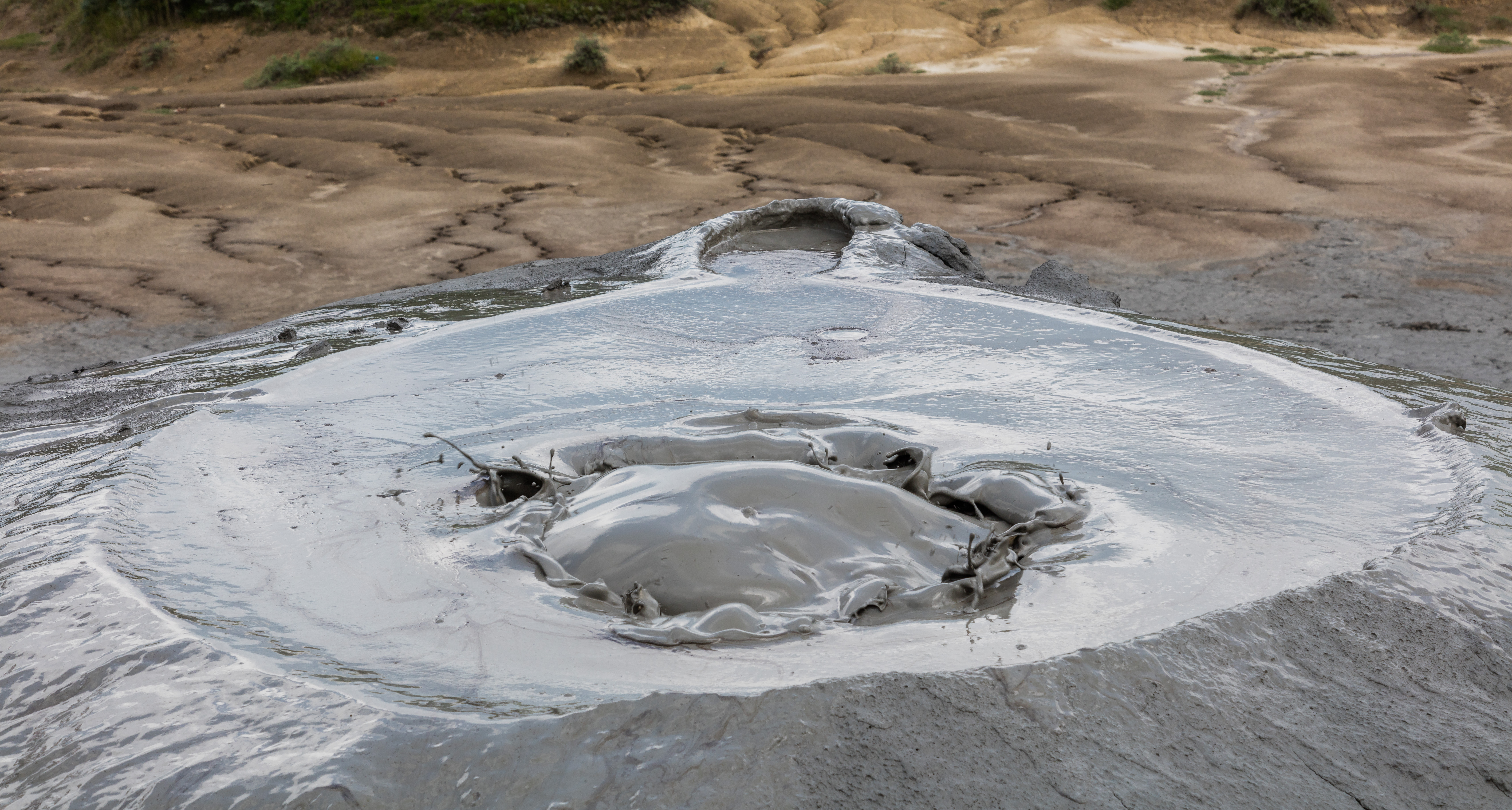
El volcà de fang més gran de Vulcanii Noroioși de la Pâclele Mici.

Els volcans de fang de Berca (en romanès Vulcanii Noroioși de la Pâclele Mici) és una reserva geològica i botànica situada al poble de Scorțoasa, prop de Berca, al comtat de Buzău, a Romania. La seva característica més espectacular són els volcans de fang, petites estructures en forma de volcà típicament d’uns metres d’alçada causades per l'erupció de fang i gasos naturals.

## El fenomen geològic

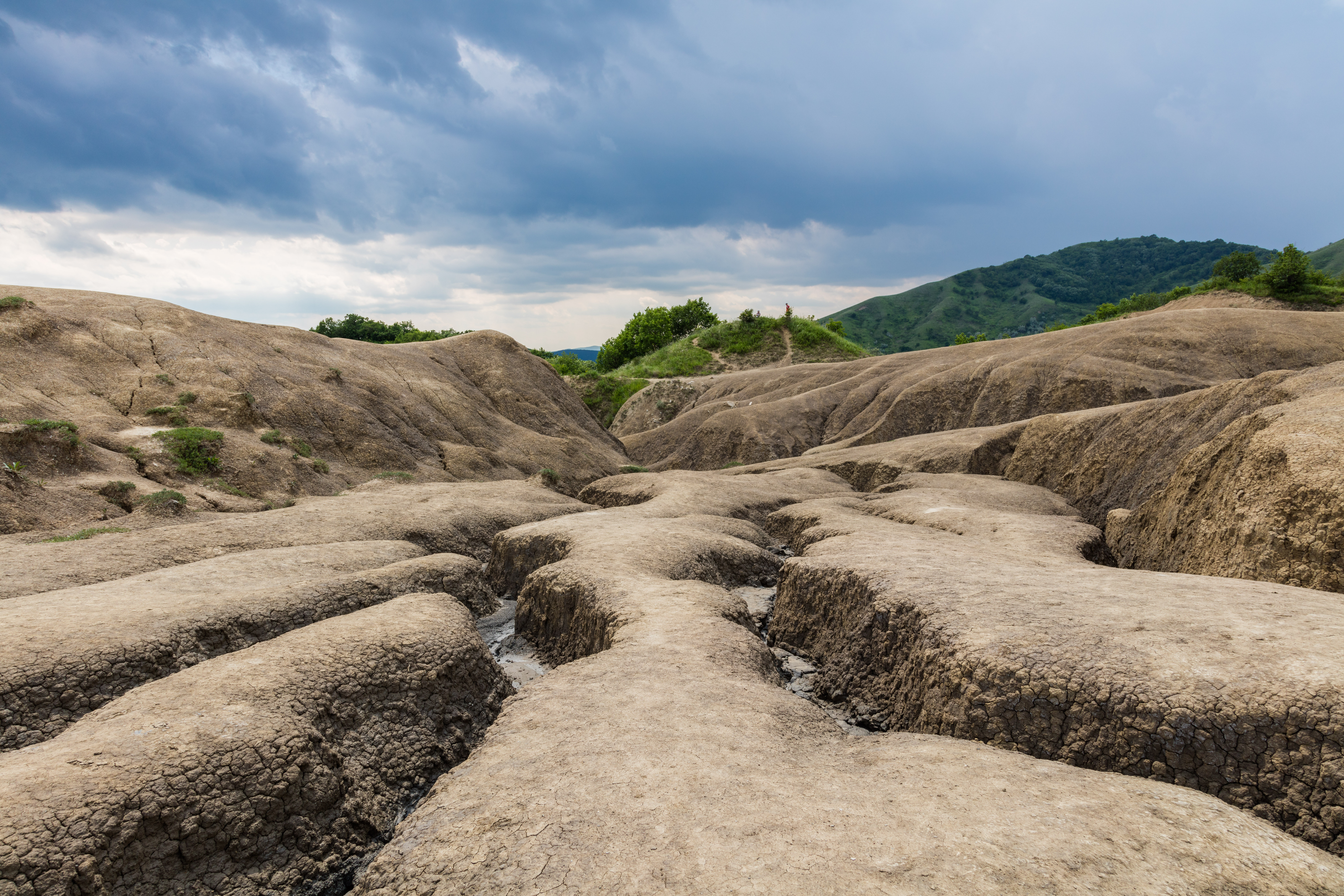
El paisatge circumdant format pel fang volcànic assecat

A mesura que els gasos entren en erupció des dels 3.000 metres de profunditat cap a la superfície, a través de les capes subterrànies d'argila i aigua, empenyen aigua salada subterrània i fang, de manera que desborden per les boques dels volcans, mentre el gas emergeix com a bombolles. El fang s’asseca a la superfície, creant una estructura cònica relativament sòlida que s’assembla a un volcà real. El fang expulsat per ells és fred, ja que prové de l'interior de les capes de l'escorça continental de la Terra i no del mantell.
La reserva és única a Romania. En altres indrets d’Europa, s'hi poden observar fenòmens similars, concretament, a Itàlia (nord dels Apenins i Sicília), Ucraïna (a la península de Kerch), Rússia (a la península de Taman) i Azerbaidjan.

## Gasos
Hi ha diversos llocs (els principals llocs turístics són Pâclele Mari i Pâclele Mici), i l’anàlisi dels gasos demostra que la composició varia d’un lloc a l’altre, però és principalment metà, amb aproximadament un 2% de diòxid de carboni i un 2-15% de nitrogen.

## Flora
Els volcans de fang creen un estrany paisatge lunar, a causa de l’absència de vegetació al voltant dels cons. La vegetació és escassa perquè el sòl és molt salat, una condició ambiental en la qual poques plantes poden sobreviure. Tanmateix, aquest tipus d’ambient és bo per a algunes espècies rares de plantes, com ara Nitraria schoberi i Obione verrucifera.

## Turisme
El fenomen es pot observar en dos llocs separats prop de la comuna de Berca, anomenats volcans de fang petit i volcans de fang gran. Els propis volcans estan envoltats de 'badlands' de barrancs tallats per aigua. Es cobren les taxes d’entrada (4 RON / adult el 2017) i (ja que camineu sobre una crosta de fang sec que encara no és del tot sòlid) l’accés només es permet els dies secs per evitar la destrucció de l'entorn únic.

## Galeria

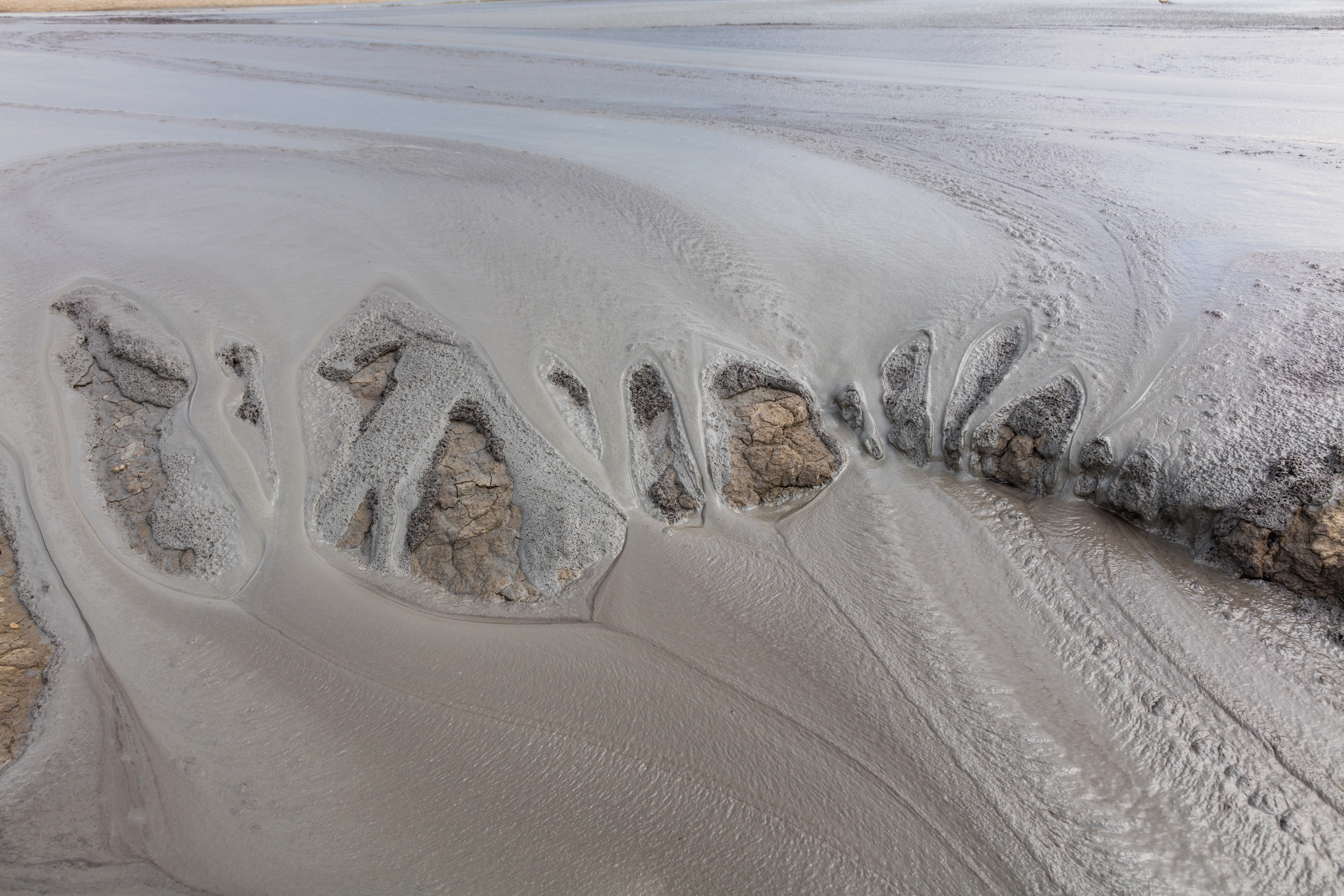
Vista detallada del fang
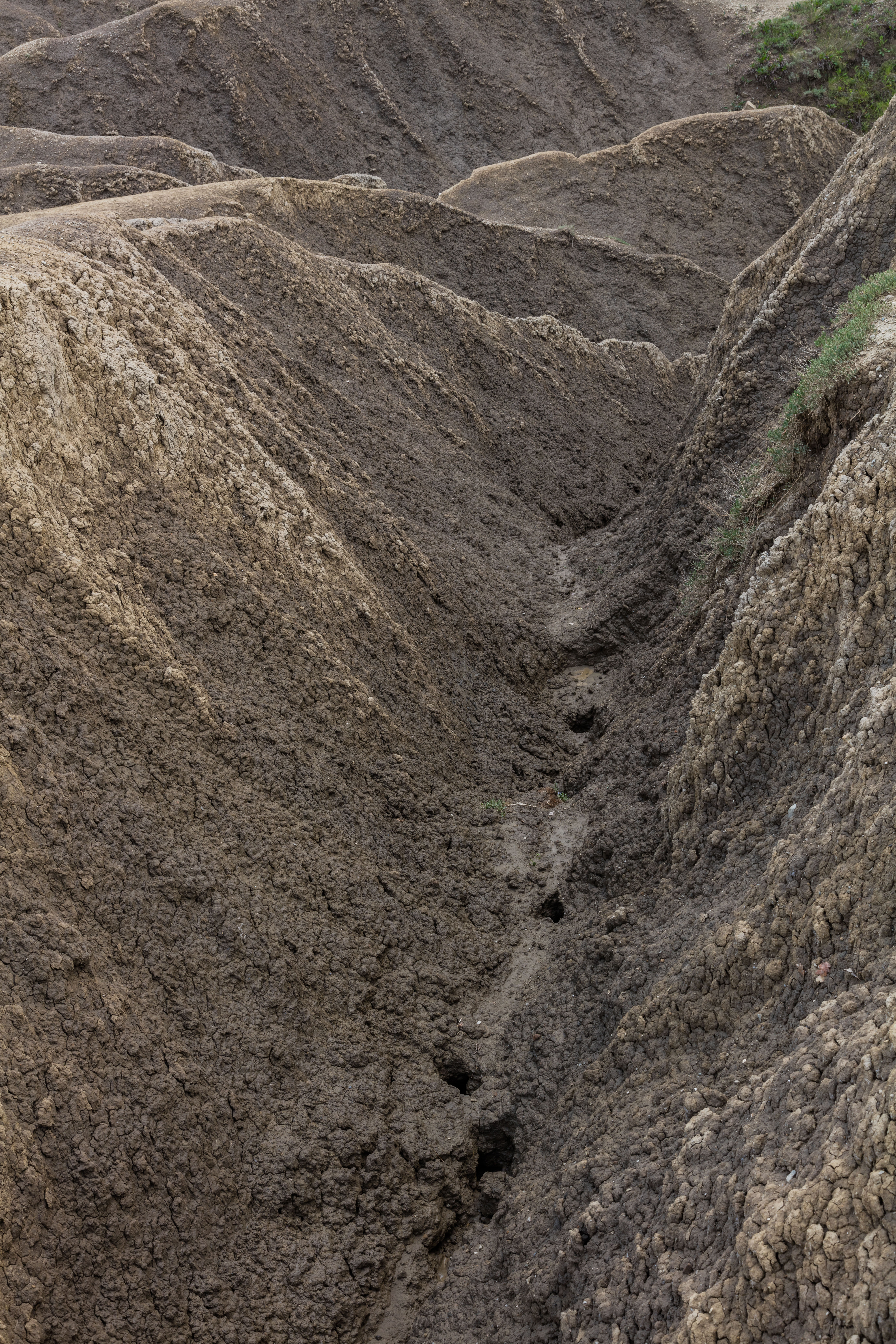
Vista d'un flux de fang des de la base
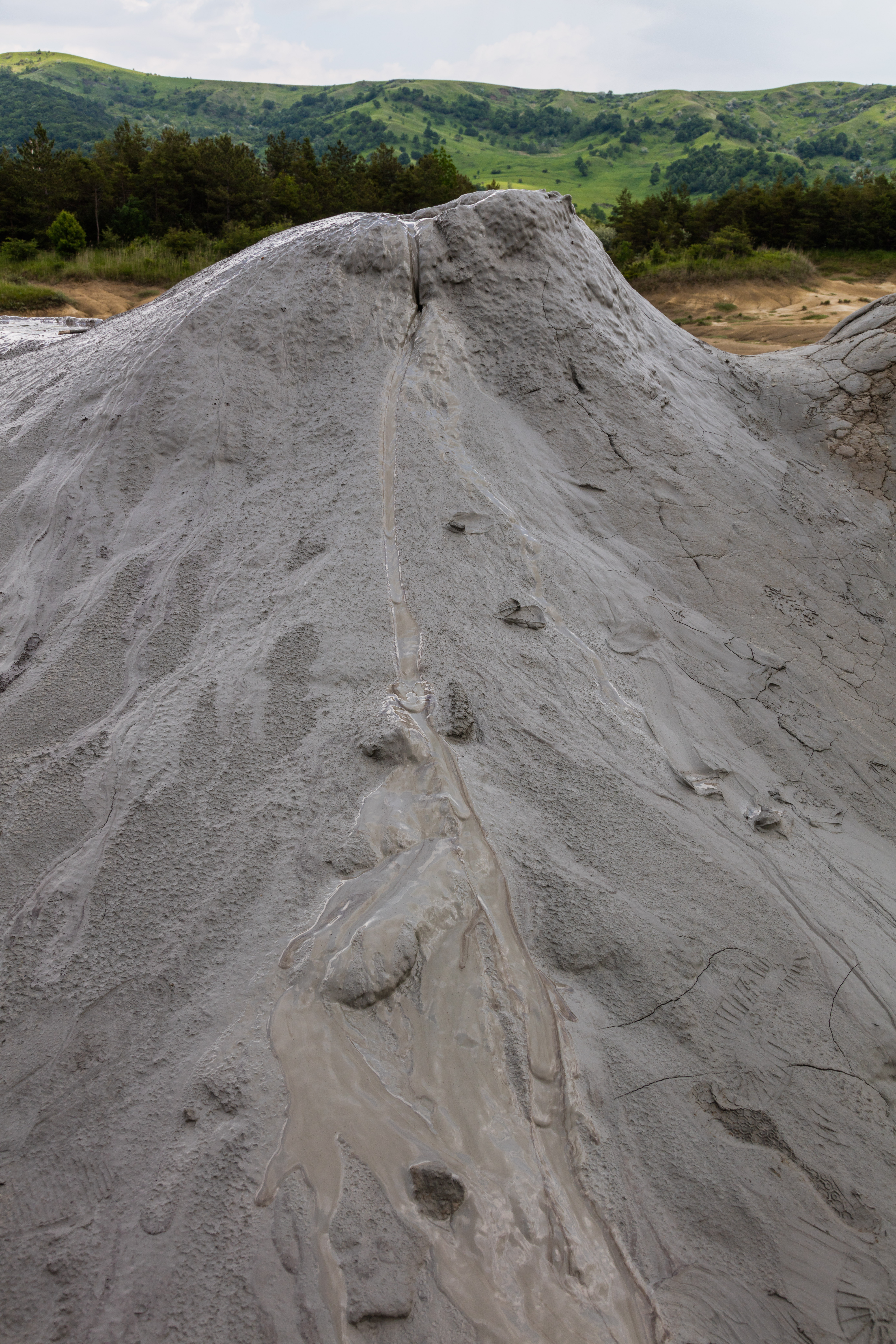
Un volcà de fang petit però actiu
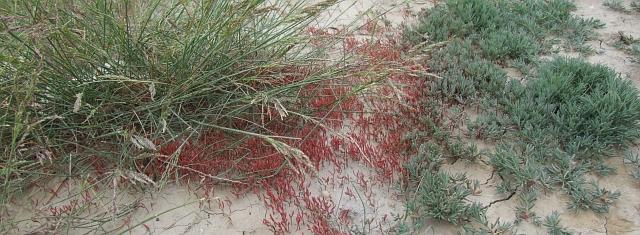
Vegetació a la base dels volcans de fang
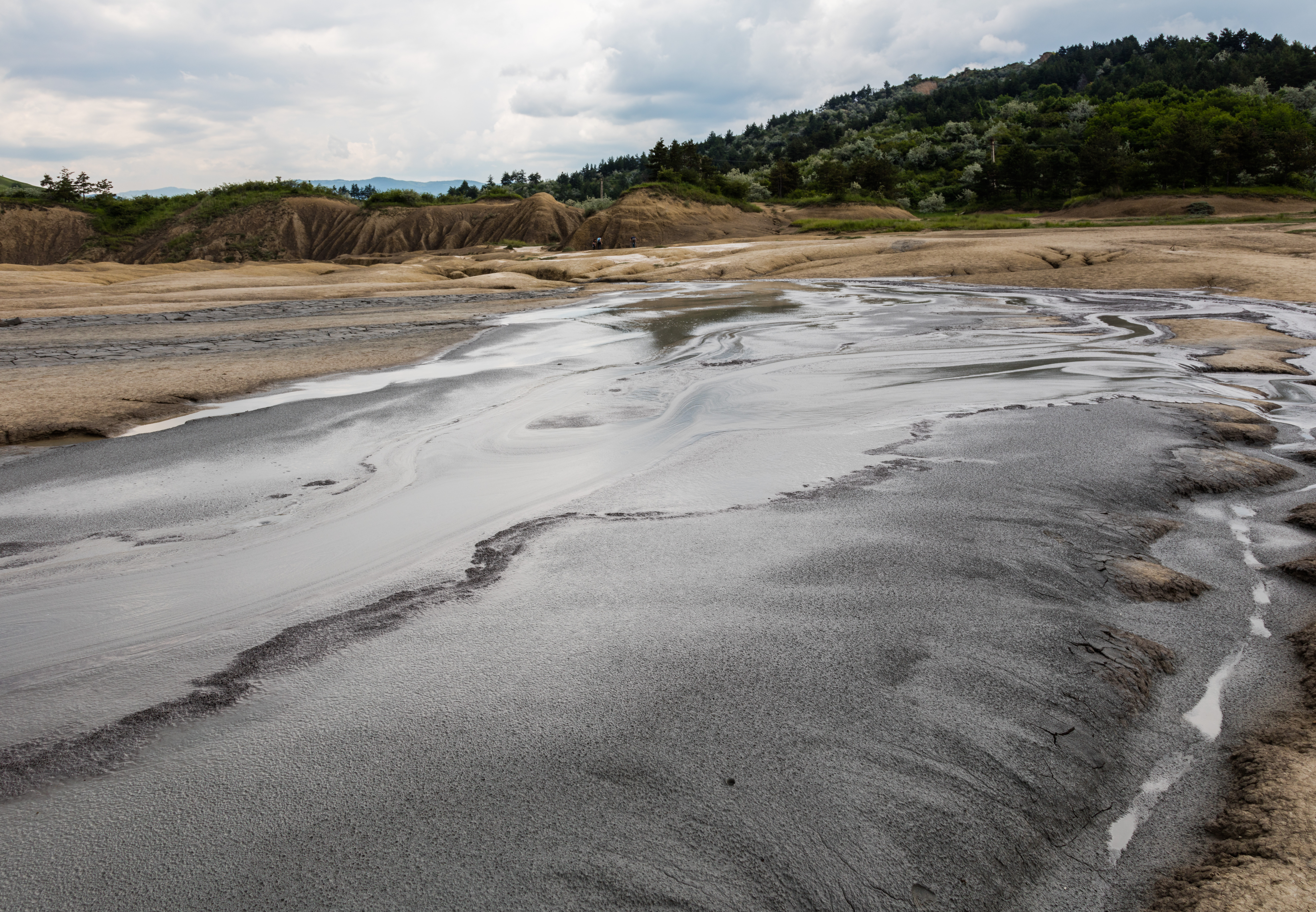
Fang que flueix
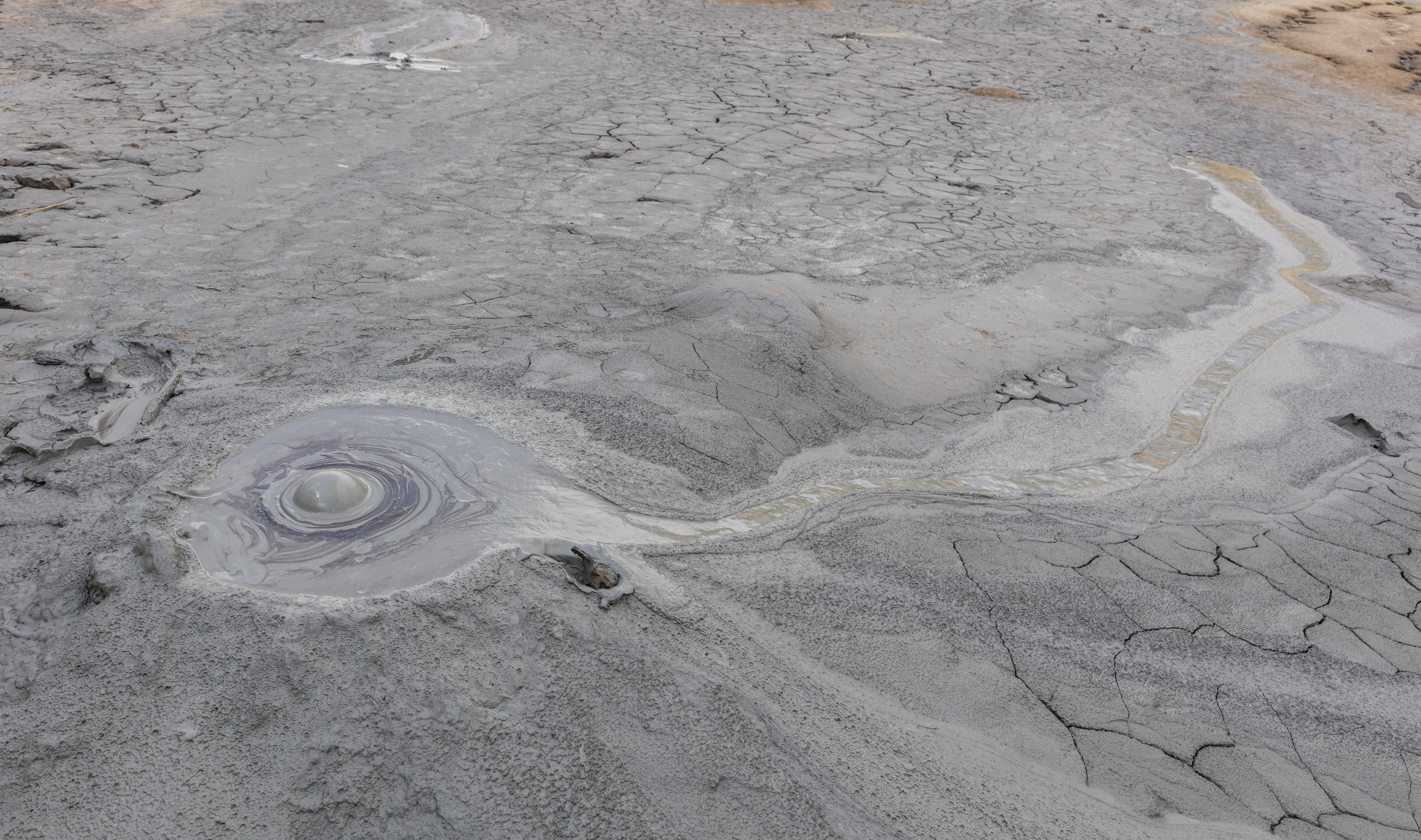
Una bombolla de gas que esclata per la boca d’un volcà de fang
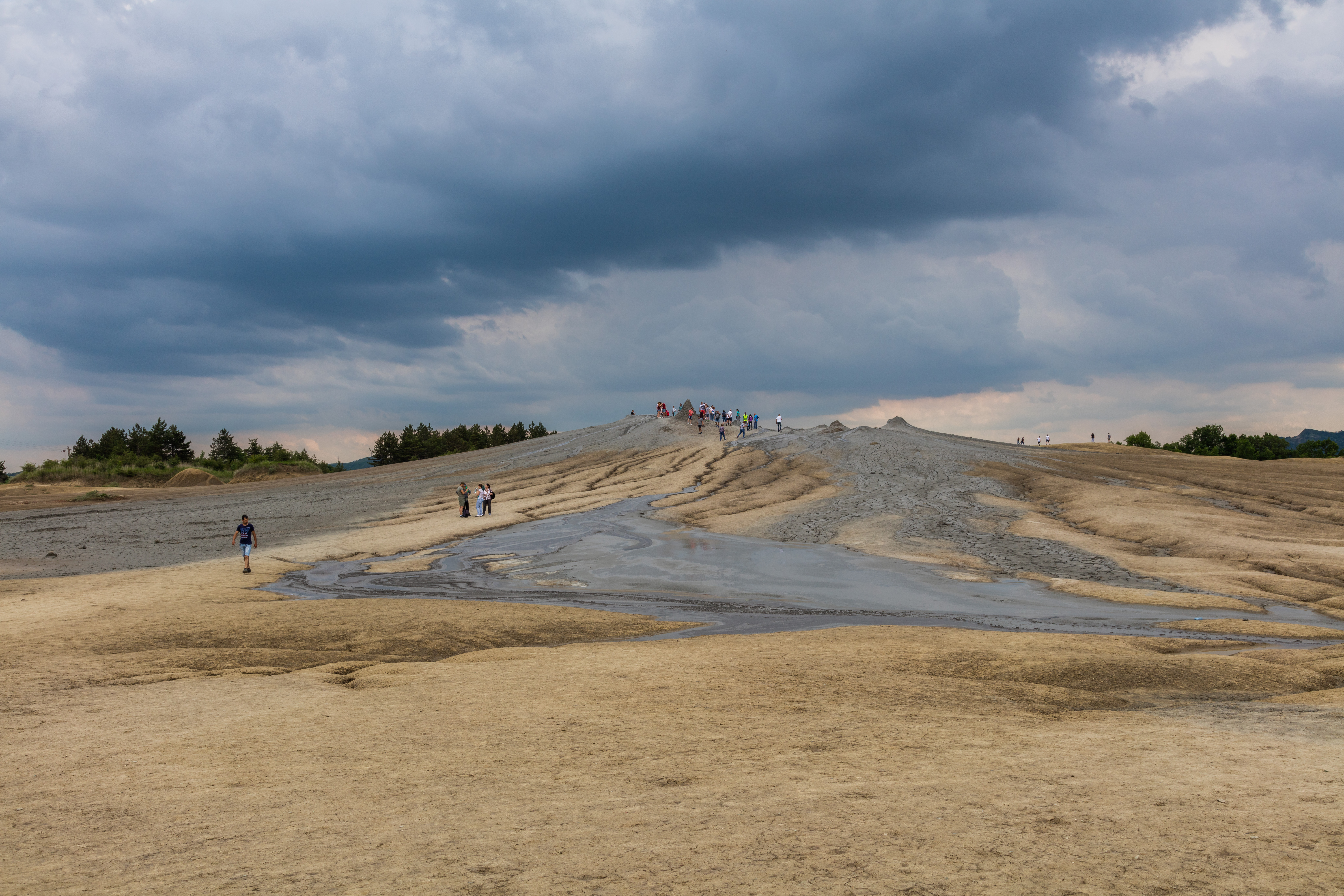
Vista general
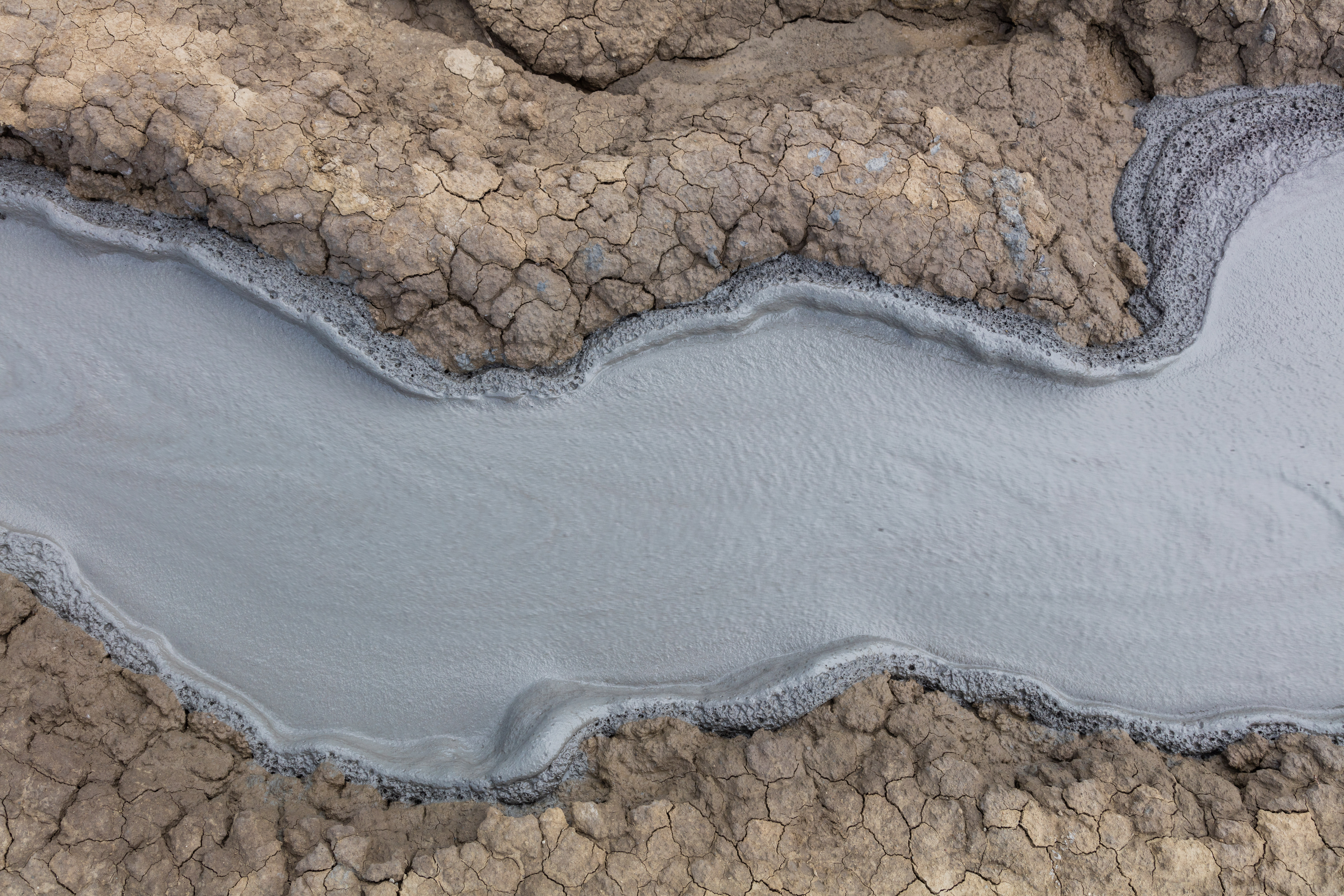
Canal de fang
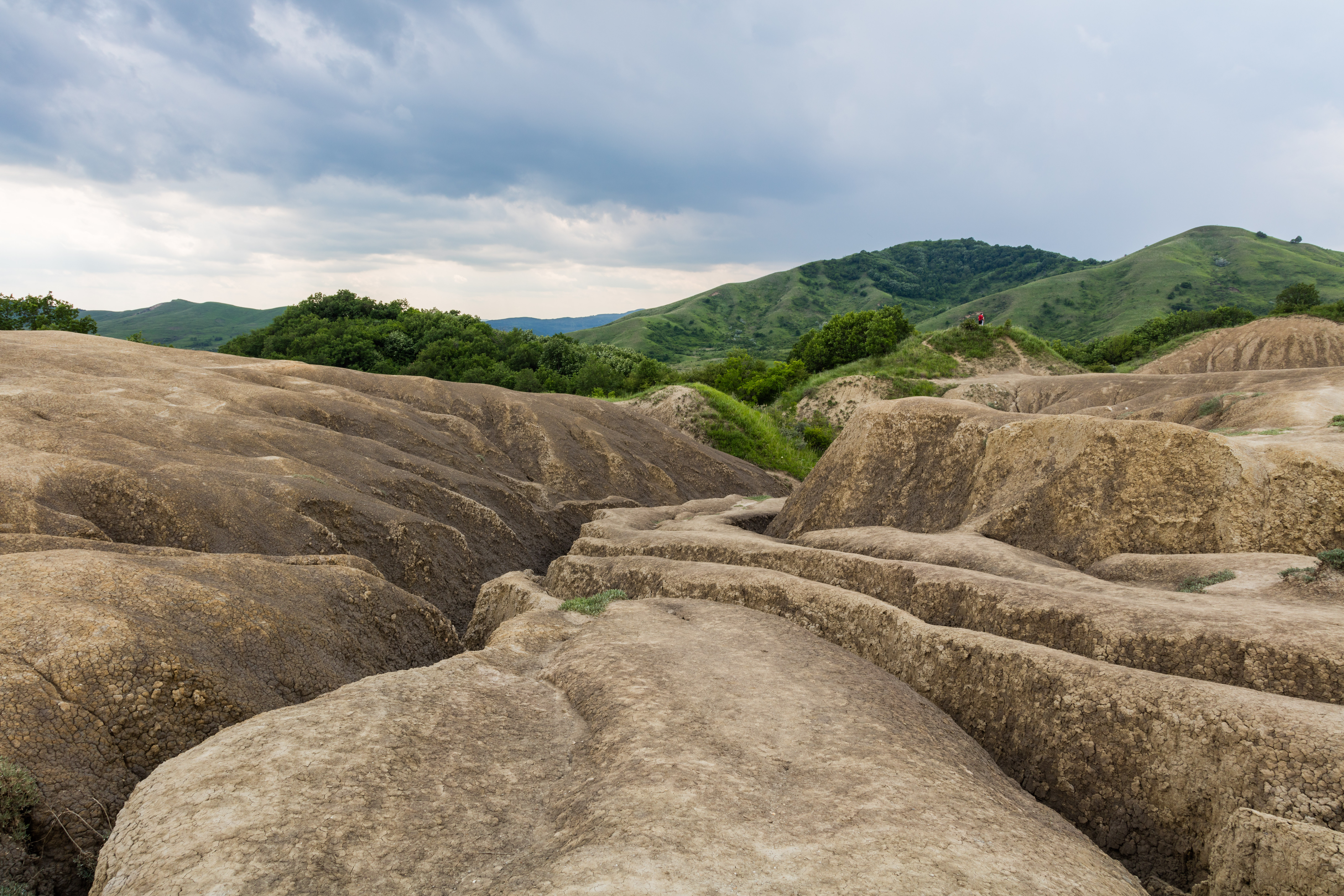
Paisatge format pels fluxos de fang
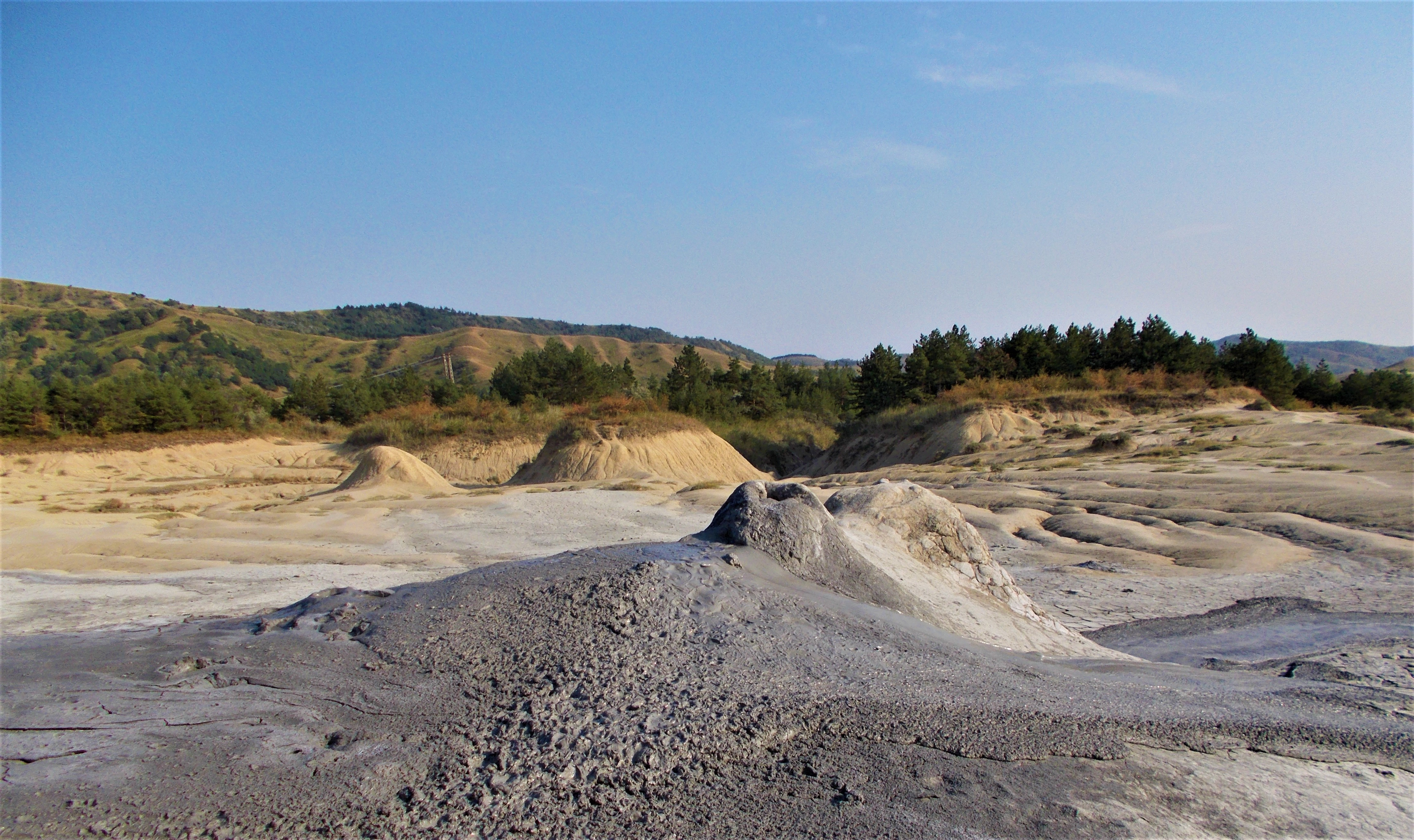
Vista general